# Scopula vigilata
Scopula vigilata is een vlinder uit de familie spanners (Geometridae). De wetenschappelijke naam is voor het eerst geldig gepubliceerd in 1929 door Otto Sohn-Rethel (1877–1949).
De soort komt voor in Europa.